# Omar ben Abdallah al-Sanhaji
 (avril 2025).
Motif : Absence de sources secondaires centrées
- Archive Wikiwix
- Bing
- Cairn
- DuckDuckGo
- E. Universalis
- Gallica
- Google
- G. Books
- G. News
- G. Scholar
- Persée
- Qwant
- (zh) Baidu
- (ru) Yandex
- (wd) trouver des œuvres sur Wikidata

| 1. | Préciser le motif de la pose du bandeau. | Précisez le motif de la pose du bandeau en utilisant la syntaxe suivante : {{admissibilité à vérifier\|date=avril 2025\|motif=remplacez ce texte par le motif}}                                   |
| 2. | Informer les utilisateurs concernés.     | Pensez à avertir le créateur de l'article, par exemple, en insérant le code ci-dessous sur sa page de discussion : {{subst:avertissement admissibilité à vérifier\|Omar ben Abdallah al-Sanhaji}} |

Omar ben Abdallah al-Sanhaji, ou Omar Aznag, est un chef berbère sanhadja appartenant aux Ahl Tinmel du Haut Atlas marocain[réf. nécessaire]. Membre du Conseil des Dix, instance suprême du mouvement almohade, Omar Aznag est le premier à exercer le vizirat sous le calife Abd al-Mumin, avant d'être révoqué par celui-ci, jugeant qu'il méritait mieux en raison de son rang.
Il se voit confier de hautes charges militaires par Abd al-Mumin, à l'instar d'autres cheikh almohade, à savoir Abou Hafs Omar El Hintati, Yusuf ben Sulayman al-Tinmali, Abou Mohammed Abd el-Haqq el-Ganfisi (connue sous le nom de Ibn Zaggu), et Ibn Yumur Wayhlaf.